# Кам'яний Яр (заказник)
«Кам'яний Яр» — один з об'єктів природно-заповідного фонду Черкаської області, ботанічний заказник місцевого значення.

## Розташування
Заказник розташований в Христинівському районі, Черкаської області на території Ботвинівської сільської ради.

## Історія
Ботанічний заказник місцевого значення «Кам'яний Яр» був оголошений рішенням Черкаської обласної ради народних депутатів № 23-13/V від 26 грудня 2008 року.

## Мета

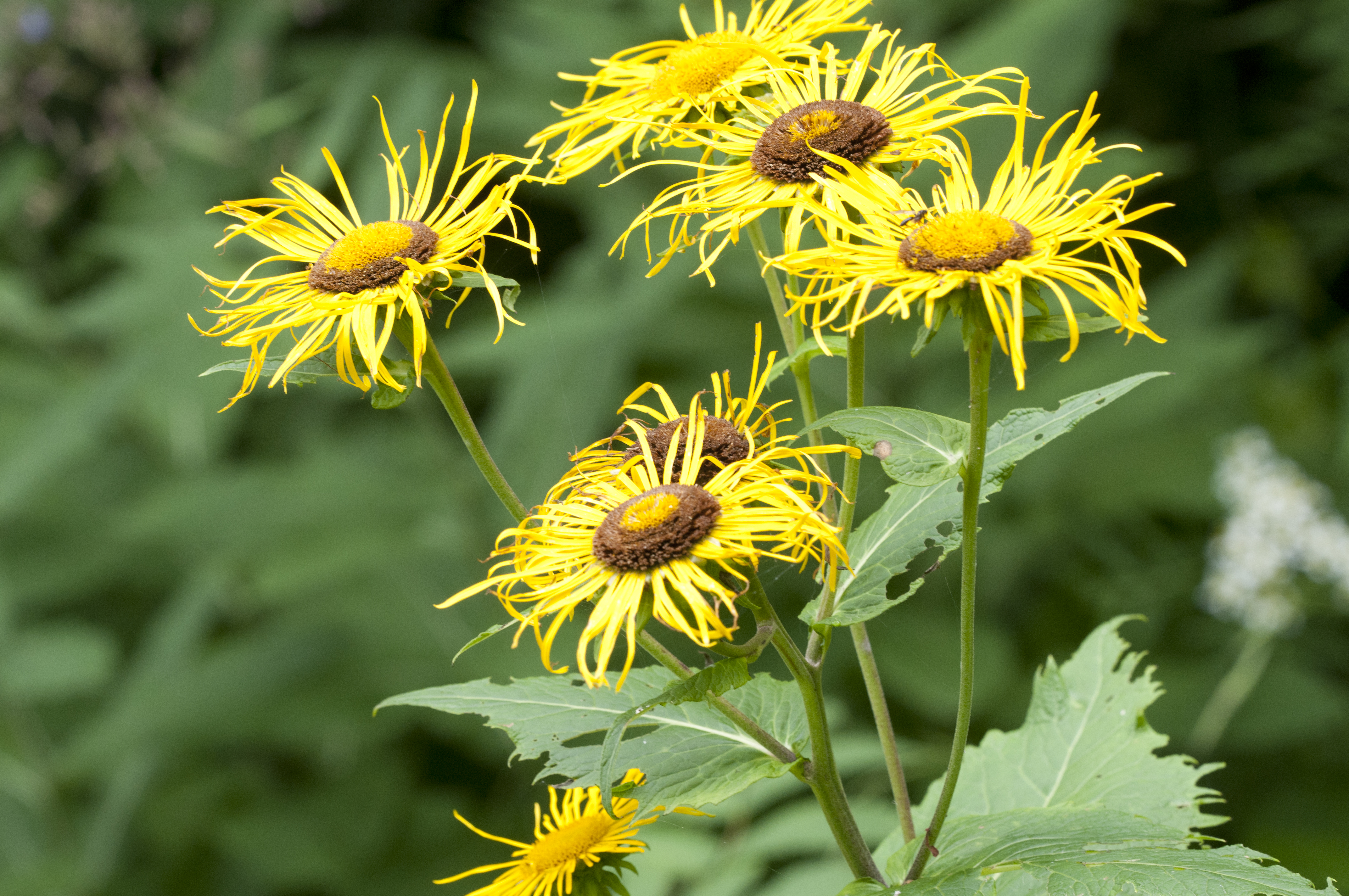
Оман високий

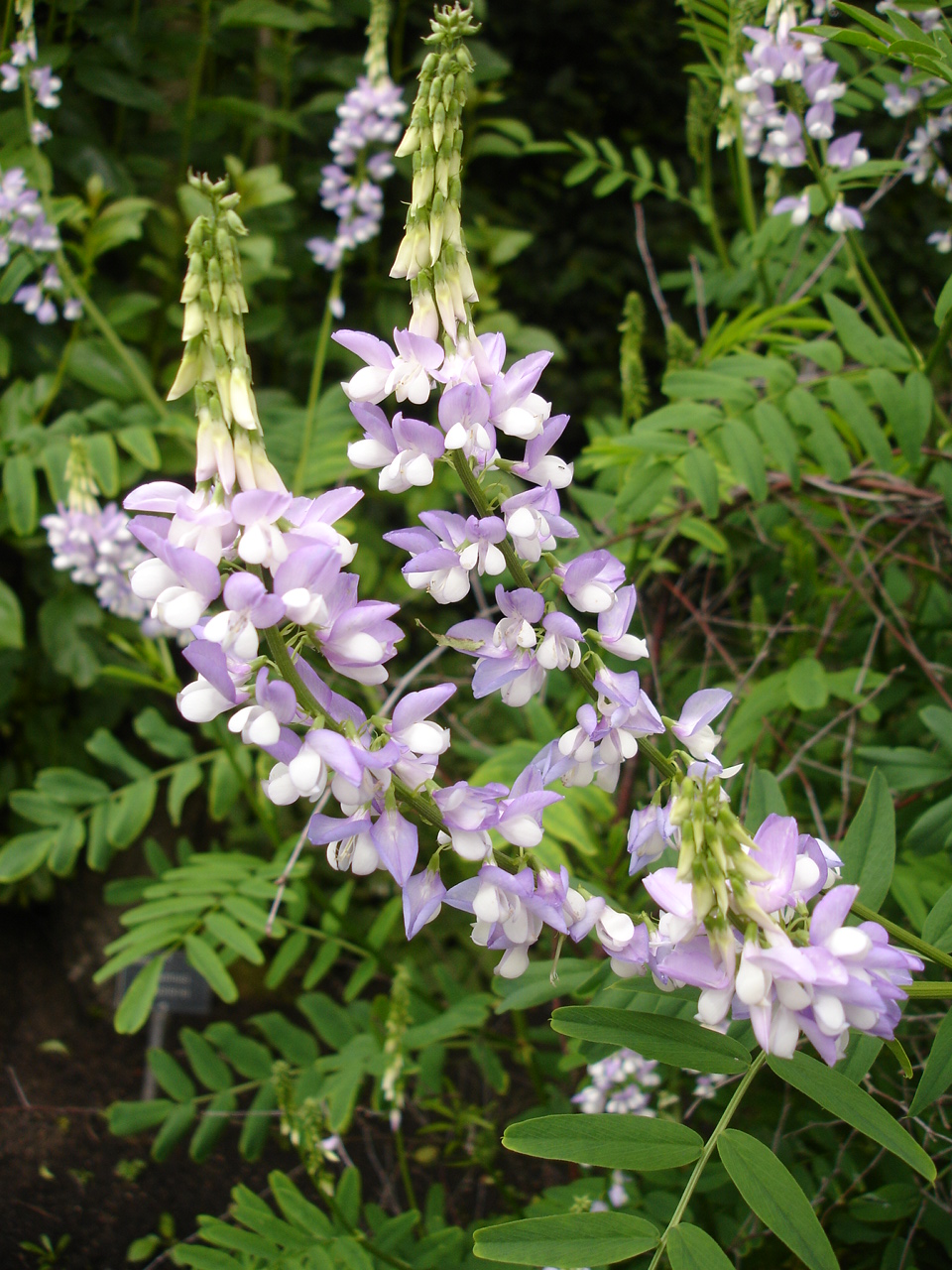
Козлятник лікарський

Мета створення заказника — збереження та відтворення цінних природних комплексів, генофонду рослинного і тваринного світу на території Черкаської області.

## Значення
Ботанічний заказник місцевого значення «Кам'яний Яр» має природоохоронне і естетичне значення.

## Загальна характеристика
Загальна площа ботанічного заказника місцевого значення «Кам'яний Яр» становить 14,2 га.

## Флора
Територія заказника включає ареал рідкісних у регіоні рослин: козлятника лікарського та оману високого.